# Feodosij (Marčenko)
Feodosij (světským jménem: Jevhen Leonidovyč Marčenko; * 25. března 1982, Uljanovka) je ukrajinský duchovní Ukrajinské pravoslavné církve Moskevského patriarchátu, biskup ladanský a vikář nižynské eparchie.

## Život
Narodil se 25. března 1982 v Uljanovce (dnes Blahoviščenske).
Po střední nastoupil na Národní zdravotnickou univerzitu v Kyjevě, kterou dokončil roku 2006. O rok později nastoupil na Kyjevský duchovní seminář. Po dokončení semináře pokračoval ve studiu na Kyjevské duchovní akademii. Dne 15. března 2012 byl postřižen na monacha se jménem Feodosij na počest svatého Teodosija Černigovského. Stal se přednášejícím na semináři a vedoucím lékařské služby akademie a semináře.
Dne 22. března 2012 byl arcibiskupem boryspilským Antonijem (Pakanyčem) rukopoložen na jerodiákona a 9. října metropolitou kyjevským Volodymyrem (Sabodanem) na jeromonacha. Dne 9. listopadu 2015 byl povýšen na archimandritu.
Dne 6. prosince 2019 byl jmenován představeným monastýru Zvěstování v Nižynu.
Dne 17. srpna 2020 jej Svatý synod Ukrajinské pravoslavné církve zvolil biskupem ladanským a vikářem nižynské eparchie. Biskupská chirotonie proběhla 27. srpna v Kyjevskopečerské lávře. Hlavním světitelem byl metropolita kyjevský a celé Ukrajiny Onufrij (Berezovskyj).